# Ático Vilas-Boas da Mota
Ático Frota Vilas-Boas da Mota (Livramento de Nossa Senhora, 11 de outubro de 1928 - Macaúbas, 26 de março de 2016) foi um pesquisador, historiador, professor, folclorista, tradutor e linguista brasileiro, radicado na cidade baiana de Macaúbas, especializado na história e cultura da Romênia e dos ciganos.

## Biografia
Filho do professor José Baptista da Mota e de Aída Frota Vilas-Boas Mota, descende por linha materna das tradicionais famílias caetiteenses - Frota e Vilas-Boas e ainda Silveira e Antunes.
Doutor em Letras pela Faculdade de Filosofia, Ciências e Letras da USP, morou na Romênia (Tendo lecionado português na Fundação Brasil-Romênia, Bucareste), onde efetuou parte de sua formação acadêmica e, depois, em Goiânia, onde lecionou na Universidade Federal de Goiás - lente fundador da cátedra de Literatura Oral - no antigo Centro de Estudos Brasileiros. Com a eclosão do Golpe de Estado no Brasil em 1964, foi perseguido e aposentado da universidade. Parte de sua obra é dedicada à cultura e história do estado de Goiás.
Como folclorista, coligiu importante acervo de manifestações culturais brasileiras, desde a literatura de cordel, gírias e expressões idiomáticas, à publicação de obras acerca de povos como os ciganos - iniciando o que denominou ciganologia. Também sugeriu a adoção do termo folclorística para os estudos relativos ao tema da cultura popular.
Após sua aposentadoria em 1991 instalou-se na cidade de Macaúbas, onde residia a mãe, ali efetuando importante trabalho de preservação cultural e resgate, sendo o principal mantenedor da Fundação Professor Mota.

## Instituições
Foi membro de diversas instituições e entidades literárias e históricas.
Membro da Associação Goiana de Imprensa, da Associação Brasileira de Escritores (seção Goiás), das Comissões goiana e baiana de Folclore, foi ainda imortal da Academia de Letras de Brasília, onde ocupou a cadeira 7.
Em 15 de dezembro de 2004 foi eleito membro correspondente do Instituto Histórico e Geográfico Brasileiro, tendo sido recebido por Cybelle de Ipanema, e seu discurso de posse versando sobre "As relações culturais Brasil-Romênia". É ainda membro do Instituto Geográfico e Histórico da Bahia, da congênere de Goiás e do Rio Grande do Norte, e também do Instituto Histórico e Geográfico de Montes Claros.
Foi Presidente da Comissão Nacional de Folclore. Membro correspondente do Instituto Histórico e Geográfico de Montes Claros.
Em 2014 foi diplomado como correspondente da Academia Caetiteense de Letras.

## Obras publicadas
Dentre os livros publicados pelo professor Ático Vilas-Boas estão:
- Ciganos - antologia de ensaios. Thesaurus, Brasília, 2004 (ISBN 8570623763)
- Ciganos - Poemas em Trânsito. Thesaurus, Brasília, 1998.
- Momentos da História dos Romenos. Thesaurus, Brasília, 1988.
- Romênia: Poemário Telúrico - Thesaurus, Brasília, 1998 (ISBN 8570621647)
- Rezas, Benzeduras, Etcetera. Goiânia, Editora Oriente, 1977
- Uma Noite Tempestuosa - (tradução) de Ion Luca Caragiale, Thesauros, Brasília, 2004 (ISBN 8570624212)
- Uma carta perdida - (tradução) de Ion Luca Caragiale, comédia em quatro atos, Thesaurus, Brasília.
- Brasil e Romênia: Pontes Culturais - Thesaurus, Brasília/Rio de Janeiro - 2010 (a obra teve lançamento a 30 de março, na Academia Brasileira de Letras[9])